# I Do, I Do, I Do, I Do, I Do
I Do, I Do, I Do, I Do, I Do è un singolo del gruppo musicale svedese ABBA, pubblicato nel 1975 dalle etichette Polar Music, Epic Recordse Atlantic Records.

## Successo commerciale
Il singolo I Do, I Do, I Do, I Do, I Do segnò la fine del declino degli ABBA allontanandoli dal rischio di divenire solo una meteora.
Il singolo non riscosse particolare successo nel Regno Unito, dove raggiunse solo la 38ª posizione, ma raccolse consensi in Australia, dove arrivò alla 1ª posizione rimanendovi per 3 settimane; si piazzò 6º nella classifica della Germania Ovest ed arrivò 15º in quella generale degli Stati Uniti.
Il parziale successo di I Do, I Do, I Do, I Do, I Do spianerà la strada ad S.O.S., che confermerà gli ABBA come pop star internazionali.

## Tracce
Singolo 7"
1. I Do, I Do, I Do, I Do, I Do – 3:18
2. Rock Me – 3:06